# 旅役者 (1940年の映画)
『旅役者』（たびやくしゃ）は、1940年12月18日に公開された成瀬巳喜男監督の日本映画。

## スタッフ
- 監督 - 成瀬巳喜男[1]
- 製作 - 氷室徹平[1]
- 脚本 - 成瀬巳喜男[1]
- 原作 - 宇井無愁[1] ｢きつね馬｣
- 撮影 - 木塚誠一[1]
- 音楽 - 早坂文雄[1]
- 録音 - 長谷部慶次
- 美術 - 安倍輝明
- 照明 - 佐藤快哉
- 編集 - 後藤敏男

## キャスト
- 藤原鶏太[1] - 市川俵六[2]
- 柳谷寛[1] - 中村仙太[2]
- 高勢実乗 - 中村菊五郎[2]
- 清川荘司 - 市村七右衛門[2]
- 御橋公 - 若狭屋[2]
- 深見泰三 - 北進館主人[2]
- 中村是好 - 床甚[2]
- 山根寿子[1] - 氷屋の娘[2]
- 清川玉枝 - 小料理屋の女・お光[2]
- 伊勢杉子 - 小料理屋の女・お咲[2]
- 榊田敬治 - 百姓
- 林喜美子 - 女中
- 石川冷 - 一座の人たち
- 山形凡平 - 一座の人たち
- 土屋守 - 一座の人たち
- 田中利男 - 一座の人たち
- 大杉晋 - 一座の人たち
- 沢村春寿郎 - 一座の人たち
- 辰己錦吾 - 一座の人たち
- 築地博 - 一座の人たち
- 山崎仁左ヱ門 - 一座の人たち
- 馬野都瑠子 - 一座の人たち